# Sedlice, Příbram
Sedlice là một làng thuộc huyện Příbram, vùng Středočeský, Cộng hòa Séc.